# 미스코리아 울산
미스코리아 울산(미스 울산)은 1998년부터 시작된 미스코리아의 울산광역시 지역 대회이다. 진, 선, 미 입상자에게는 본선에 진출할 수 있는 기회가 주어진다.

## 입상자
| 연도   |        | 진 (眞) | 선 (善) | 미 (美) |
| ------ | ------ | ------- | ------- | ------- |
| 1998년 | 최선우 | 신미정  | 송영란  |         |
| 1999년 | 최선영 | 신윤희  | 박종선  |         |
| 2000년 | 최순정 | 김희정  | 한경욱  |         |
| 2001년 | 이미선 | 노은정  | 정원경  |         |
| 2002년 | 김정자 | 김유경  | 김송희  |         |
| 2003년 | 박성희 | 김혜령  | 최안나  |         |
| 2004년 | 김지인 | 차연희  | 권애리  |         |
| 2005년 | 김민정 | 주미진  | 김수연  |         |
| 2006년 | 김은하 | 이민영  | 백현성  |         |
| 2007년 | 허효진 | 김수정  | 강기복  |         |
| 2008년 | 정민정 | 장성경  | 이진영  |         |
| 2009년 | 김효정 | 이동인  | 박수현  |         |
| 2010년 | 임류연 | 김나경  | 윤은지  |         |
| 2011년 | 최은영 | 김진이  | 이보라  |         |
| 2012년 | 전유진 | 박나은  | 송다임  |         |
| 2013년 | 윤예서 | 유지혜  | 황다연  |         |
| 2014년 | 심혜빈 | 이채린  | 이지영  |         |
| 2015년 | 류정아 | 조수아  | 안혜령  |         |
| 2016년 | 강해림 | 김도연  | 윤소윤  |         |
| 2017년 | 홍현지 | 김태영  | 하유진  |         |
| 2018년 | 손희주 | 김규리  | 신은혜  |         |
| 2019년 | 김다롬 | 우희준  | 김다영  |         |
| 2020년 | 류서빈 | 정다은  | 박수민  |         |
| 2021년 | 양윤진 | 김나윤  | 박세원  |         |

- 2008년에는 미스 경남과 통합하여 선발하였다.
- 2014년부터 미스 부산과 통합하여 선발하였다.

## 역대 참가자 사진

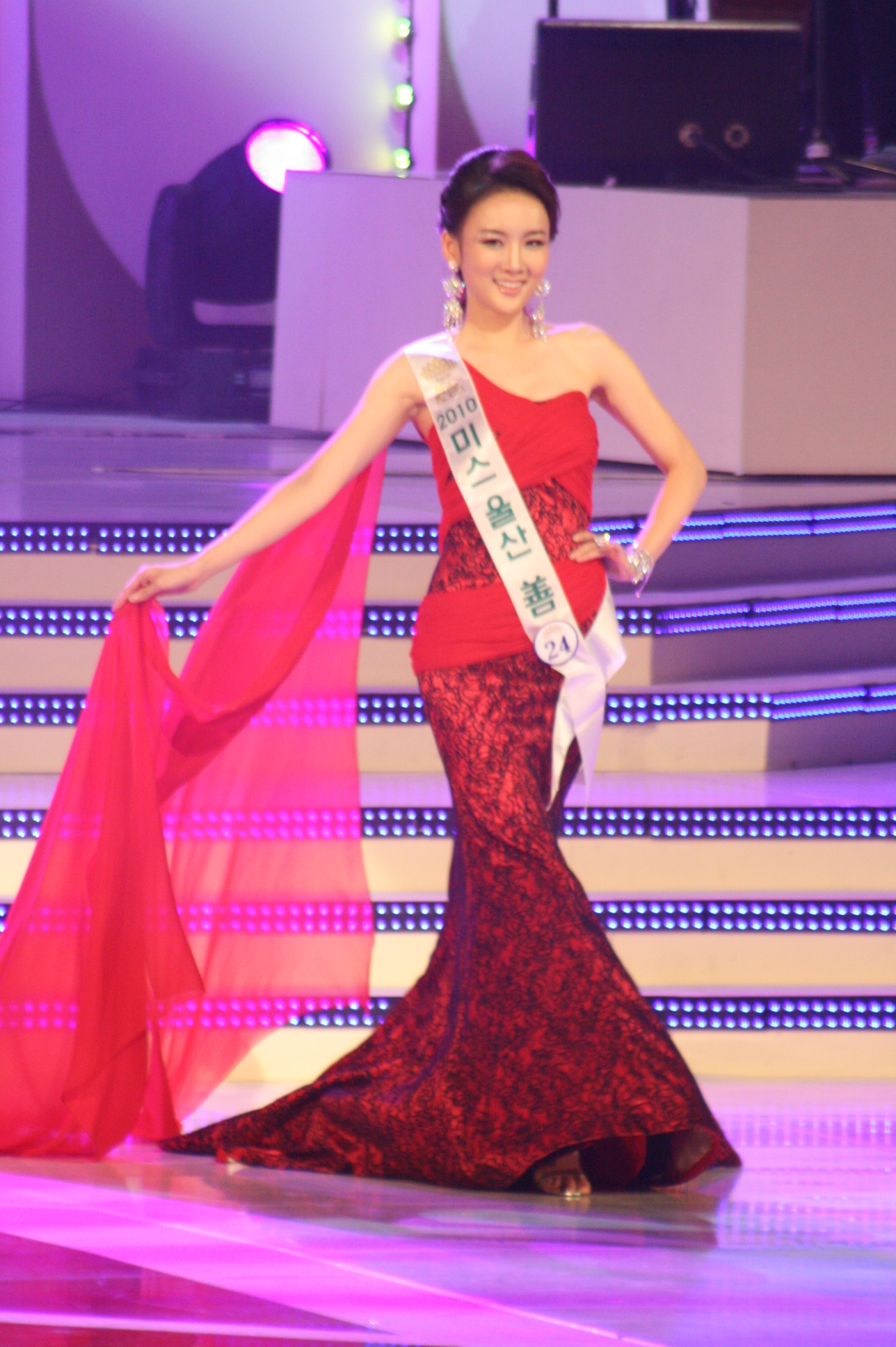
2010년 미스 울산 선 김나경, 2010년 미스코리아 후보
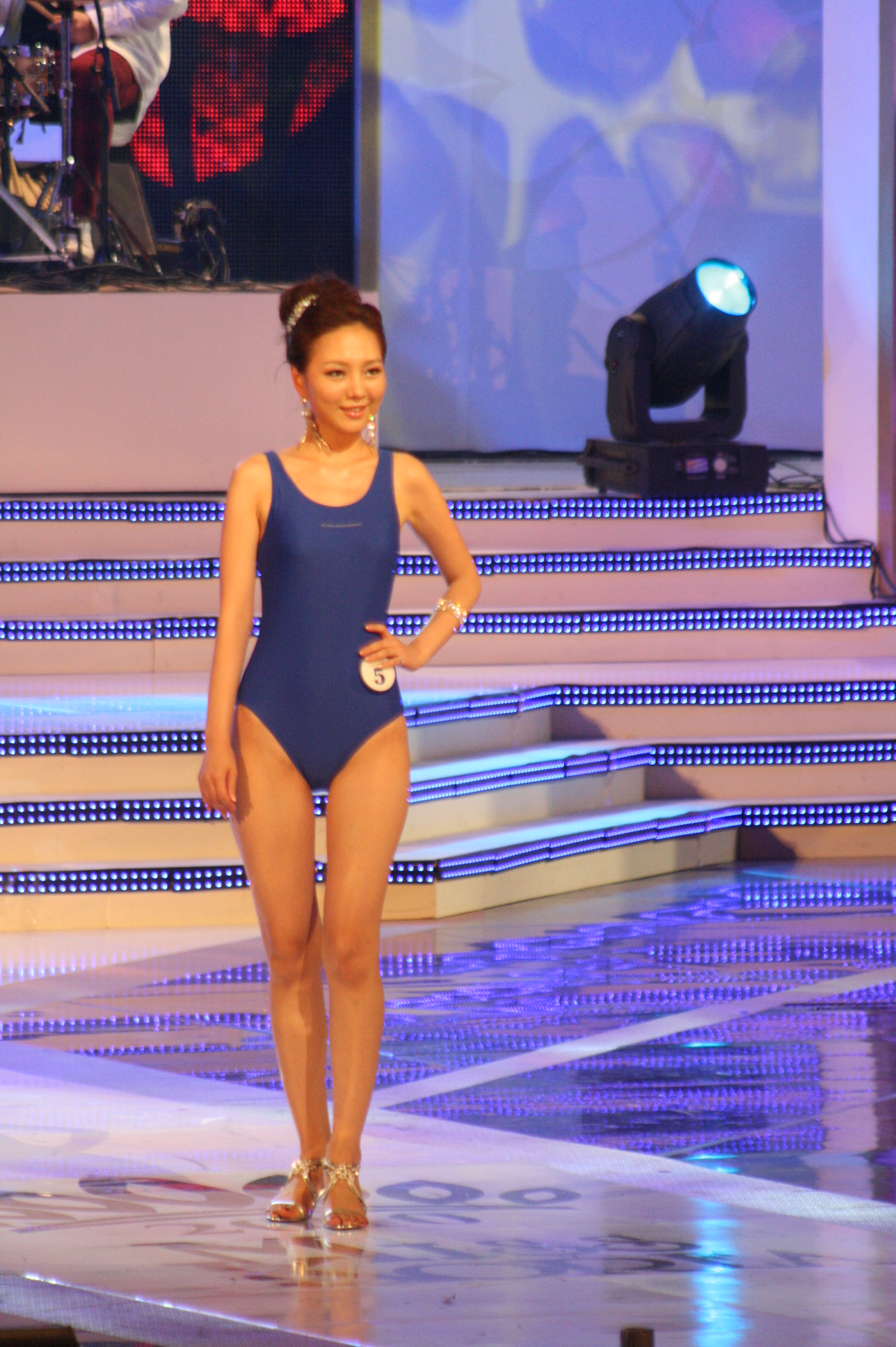
2010년 미스 울산 미 윤우(윤은지), 2010년 미스코리아 후보
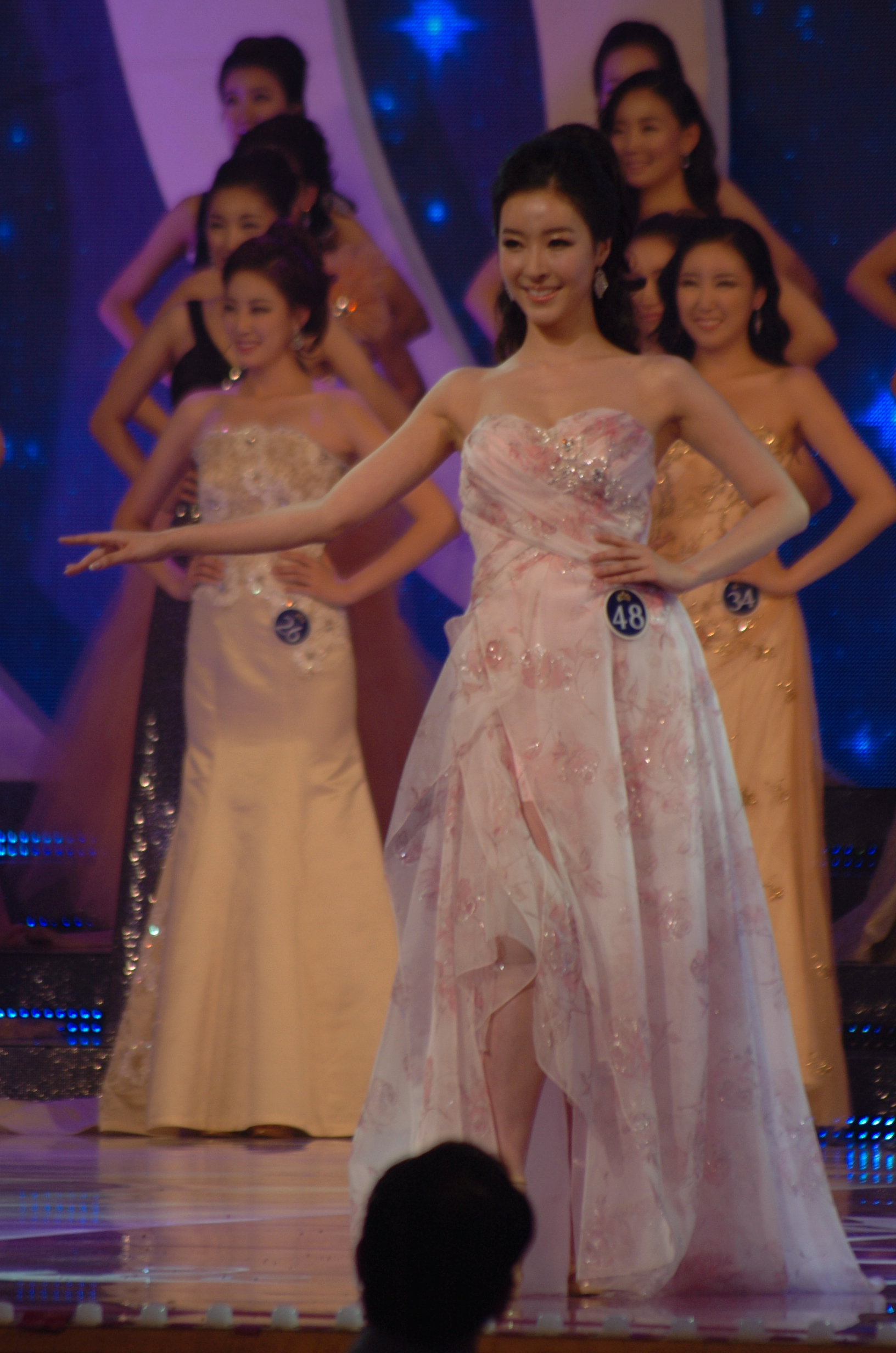
2012년 미스 울산 진 전유진, 2012년 미스코리아 후보
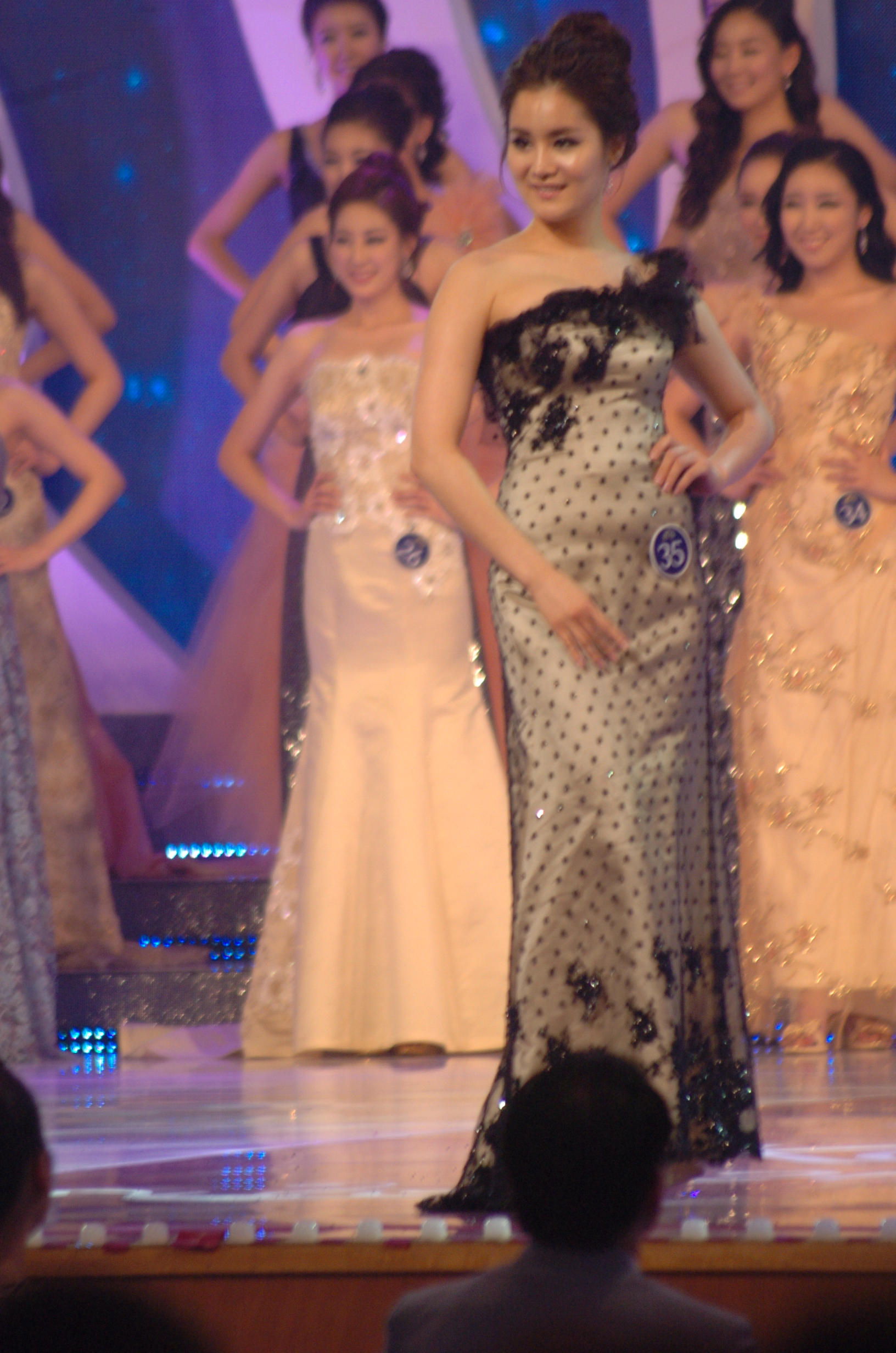
2012년 미스 울산 선 박나은, 2012년 미스코리아 후보
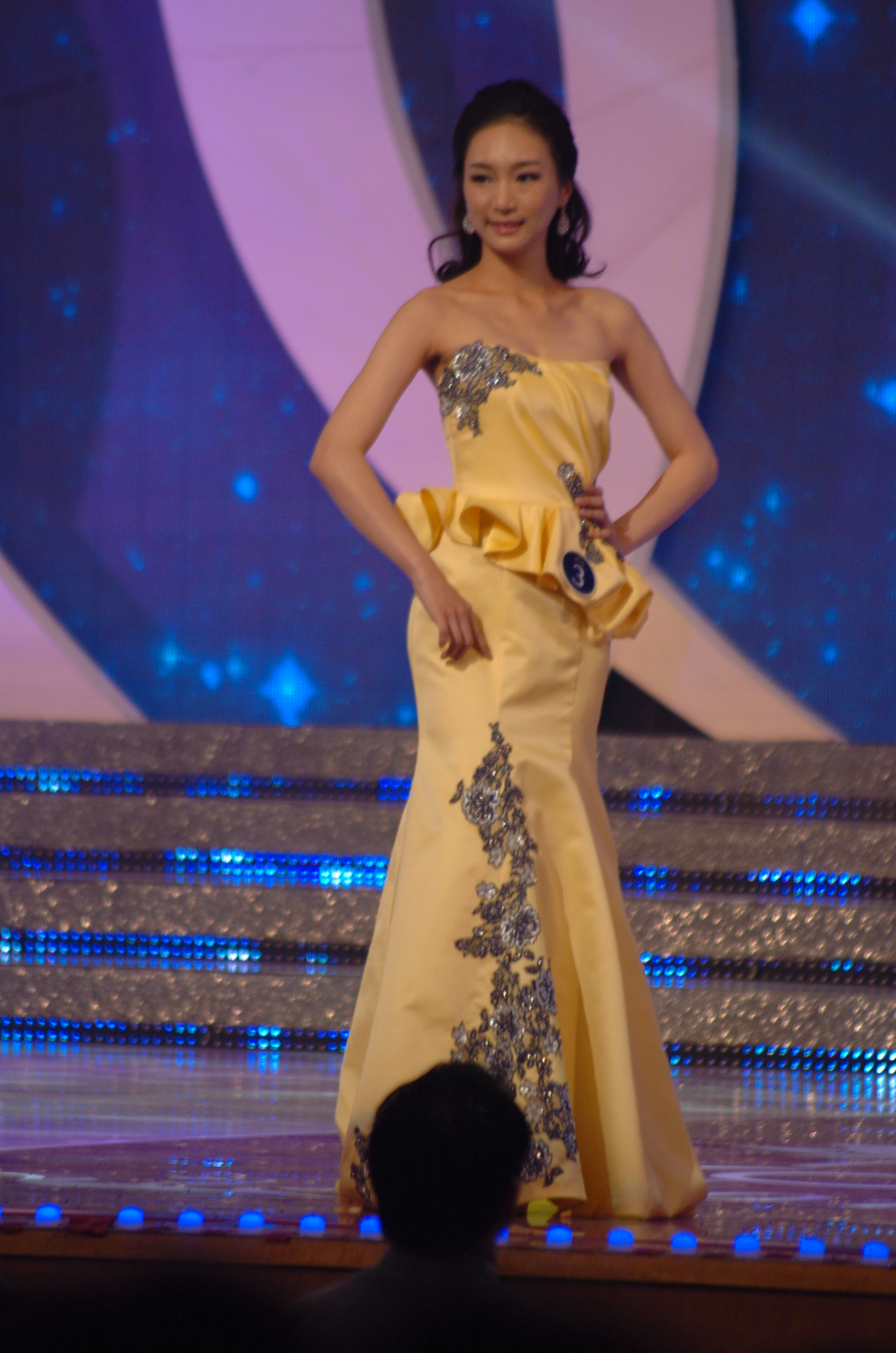
2012년 미스 울산 미 송다임, 2012년 미스코리아 후보